# Alan Noel Latimer Munby
Alan Noel Latimer Munby (Londra, 25 dicembre 1913 – Londra, 26 dicembre 1974) è stato un saggista, scrittore, bibliotecario e bibliofilo inglese.
In Italia è conosciuto in particolare per La mano d'alabastro e altri racconti spettrali, opera pubblicata per i tipi Edizioni Sylvestre Bonnard.

## Biografia
Alan N. L. Munby, conosciuto anche come Tim Munby, nacque la notte di Natale del 1913 nel quartiere londinese Hampstead. Frequentò il  Clifton College ed il King's College di Cambridge nel quale si specializzò in Letteratura inglese.
Nel 1936 si arruolò nella Milizia Territoriale Britannica e quindi partì nel 1940 alla volta di Calais in piena seconda guerra mondiale; lì venne catturato dalla Wehrmacht  e condotto in prigionia in varie località tedesche tra le quali Laufen, Warburg ed Eichstätt. Nella sua permanenza al campo di Eichstätt, favorito dalla presenza di numerosi ufficiali britannici, Munby fondò l'associazione culturale Tim's Old Funnies che si occupava di raccogliere gli appassionati di letteratura e di antichità.
Nel 1947, a guerra ormai conclusa, Alan Munby divenne bibliotecario del King's College, mantenendo il posto sino al 1974; pubblicò assiduamente saggi e recensioni per il Times Literary Supplement Nel 1962 gli venne affidato l'incarico di Lyell Reader in bibliografia ad Oxford, nel 1965 di Daviv Murrey Lecturer a  Glasgow e nel 1969 di Sandars Reader a Cambridge. Munby venne infine eletto amministratore della biblioteca del British Museum e nel 1974 nominato presidente della Società Bibliografica.
Nell'autunno del 1974 gli venne diagnosticato un tumore al pancreas. Morì il 26 dicembre all'età di sessantuno anni.

## Opere
Tra i suoi saggi si ricordano i cinque volumi del Philipps Studies, il Connoisseurs and Medieval Miniatures e la guida della biblioteca del Cambridge College. Munby si dedicò anche alla produzione di racconti brevi fantastici. Il primo racconto Il letto a baldacchino venne stampato durante la sua prigionia, grazie alla collaborazione del vescovo di Eichstätt Michael Rack. Nel 1949 viene pubblicato dalla Dennis Dobson Ltd. il libro di racconti La mano di alabastro. I racconti si ispirano pienamente allo stile di Montague Rhodes James; lo scrittore inglese viene infatti celebrato con una dedica in latino elaborata dal Munby: DIS MANIBUS / MONTAGUE RHODES JAMES / COLLEGII NOSTRI OLIM PRÆPOSTI / HUIUSCE GENERIS FABULARUM / SINE ÆMULO CREATORIS.
Racconti Pubblicati
- A Christmas Game (1949)
- The White Sack (1949)
- Herodes Redivivus (1949)
- The Inscription (1949)
- The Alabster Hand (1949)
- The Topley Place Sale (1949)
- The Tudor Chimney (1949)
- The Four-Poster (1949)
- The Negro's Head (1949)
- The Tregannet Book of Hours (1949)
- An Encounter in the Mist (1949)
- The Lectern (1949)
- Number Seventy-Nine (1949)
- The Devil's Autograph (1949)